# Granja Royal
La Granja Royal és una obra amb elements modernistes i noucentistes d'Arbúcies (Selva) inclosa a l'Inventari del Patrimoni Arquitectònic de Catalunya.

## Descripció
Casa de dues plantes i golfes, entre mitgeres, situada al carrer principal del poble. Totes les obertures són amb arc rebaixat i impostes esglaonades. A la planta baixa, n'hi ha un total de tres, la porta, més ampla, i dues finestres estretes que fan d'aparador. Al primer pis, hi ha un balcó i una finestra, i al segon són tres finestres.
De la façana, destaquen els esgrafiats de colors amb motius vegetals que decoren els arcs de les finestres, així com els elements decoratius de ceràmica a la planta baixa, formant un arrambador, on es combinen peces de dos colors, verd i groc. És ceràmica vidriada que prové de la Bisbal. Hi ha també, en aquesta planta baixa, tres línies ondulades i esgrafiades, per damunt de l'arrambador, que decoren la façana. D'estil modernista també són els elements en ferro forjat. El balcó del primer pis està molt treballat i les petites baranes de les finestres també presenten aquest tipus de decoració. Són rellevants, però, les reixes que tapen les dues finestres de la planta baixa, amb decoració floral.
L'interior de l'edifici està totalment reformat. La planta baixa és una òptica i els pisos superiors són habitatges.

## Història
L'antic nom de l'edifici és Can Valero, però posteriorment es va començar a dir Granja Royal pels antics propietaris. Eren la família Sala de Barcelona, uns empresaris propietaris dels establiments Sala de la capital: la Granja Royal del carrer de Pelai i, a la Rambla, el Canaletes, el Baviera o el Moka, entre d'altres. La senyora Sala era filla d'Arbúcies, Anita Solé.
L'actual propietari, quan va comprar l'edifici va haver-lo de reformar completament, sense deixar cap element original en el seu interior, ja que es trobava en molt mal estat, fins i tot amb parts del sotre caigudes. Només se'n conserva la façana.
Les rajoles originals que decoren la façana van ser obra de l'arquitecte Rafael Masó i fetes a Can Coromina, a la fàbrica “La Gavarra” de la Bisbal d'Empordà.